# 680
| [ Edytuj tabelę ]          |                                        |
| Cesarz Bizancjum           | - 668 Konstantyn IV 685                |
| Cesarz Chin                | - 649 Tang Gaozong 683                 |
| Król Essexu                | - 664 Sighere 683 - 664 Sebbi 694      |
| Król Franków               | - 679 Teuderyk III 691                 |
| Cesarz Japonii             | - 673 Tenmu 686                        |
| Kalif                      | - 661 Mu’awija I 680 - 680 Jazid I 683 |
| Król Kentu                 | - 673 Hlothere 685                     |
| Patriarcha Konstantynopola | - 679 Jerzy I 686                      |
| Król Longobardów           | - 671 Perktarit 688                    |
| Król Mercji                | - 675 Ethelred I 704                   |
| Król Nortumbrii            | - 670 Egfryt 685                       |
| Papież                     | - 678 Agaton 681                       |
| Król Wizygotów             | - 672 Wamba 680 - 680 Erwig 687        |

Rok 680 / DCLXXX
stulecia: VI wiek ~
VII wiek ~
VIII wiek

lata: 670 «
675 «
676 «
677 «
678 «
679 «
680
» 681
» 682
» 683
» 684
» 685
» 690

## Wydarzenia
- 10 października (10 muharrama 61 AH) – trzeci imam szyitów Husajn ibn Ali zginął zabity przez Umajjadów w bitwie pod Karbalą.
- 7 listopada – rozpoczął się Sobór konstantynopolitański III, obradujący w sprawie monoteletyzmu.
- Zawarto pokój pomiędzy Bizancjum i Longobardami ustalający przebieg granicy (data sporna lub przybliżona).
- Protobułgarzy podbili pasterskie plemiona południowosłowiańskie (data sporna lub przybliżona).

## Urodzili się
- Cimin Huiri, buddysta, jeden z trzech najważniejszych mistrzów Szkoły Czystej Krainy okresu Tang (zm. 748).
- Genshō, cesarzowa Japonii (zm. 748).

## Zmarli
- 9 października – św. Gislen, święty katolicki, założyciel klasztoru, pustelnik.
- 10 października – Husajn ibn Ali, trzeci (a według niektórych szyitów drugi, z pominięciem Alego) imam szyicki (ur. ≈626).
- Ebroin, majordom Neustrii.
- Hilda z Whitby, benedyktynka, święta katolicka i anglikańska.
- Mu’awija I, kalif.